# WinGate
WinGate ist eine integrierte Gateway-Management-Software für Microsoft Windows. Diese dient für Webcaching, Firewalls und NAT-Services und ist ein Proxy-Server. Zudem können E-Mail-Services (SMTP-, POP3- und IMAP-Server) realisiert werden.
Hersteller von WinGate ist das  neuseeländische Unternehmen Qbik. In Deutschland wird die Software von der Ebertlang Distribution GmbH vertrieben.

## Funktionen
In einer Organisation greifen eine Vielzahl von Clients auf das Internet zu. WinGate schützt mit einer zentralen Firewall, überwacht die Inhalte des Datenverkehrs und ist für Optimierungen bei der Übertragung zuständig. Die Internetnutzung geschieht über eine einzige Verbindung. Die Suche nach Computerviren wird durchgeführt. Mit WinGate VPN können Mobile Clients integriert werden.
Das Programm unterscheidet sich im Leistungsumfang nach der gewählten Variante: Standard, Professional oder Enterprise.